# To ja, Zlodziej
To ja, Zlodziej è un film del 2000 diretto da Jacek Bromski.